# Трембита (оперетта)
«Тремби́та» — оперетта Юрия Сергеевича Милютина, написанная им в 1948 году.

## История создания
В послевоенное время композитор Юрий Милютин в своём творчестве почти целиком сосредотачивается на жанре оперетты. По всей стране в театрах музкомедии идут его «Девичий переполох» (1945) и «Беспокойное счастье» (1947). Тематика очередной оперетты — новые реалии Закарпатской Украины, областей, недавно присоединённых к СССР. Согласно известному историку и знатоку оперетты В. Савранскому, 
Действие этой советской оперетты происходит в одном из гуцульских поселков Верховины, где живут люди двух мировоззрений, двух противоположных укладов. Первые из них мечтают преобразовать свой край на новых, социалистических началах; вторые живут воспоминаниями об отжившем свой век в Закарпатье буржуазном прошлом.
Такая политическая направленность оперетты сглаживается остроумным и лёгким либретто Владимира Масса и Михаила Червинского.
Премьера спектакля состоялась 12 ноября 1949 года в Московском театре оперетты. Кроме шумного зрительского успеха, оперетта получила и официальное признание. В 1950 году участники спектакля Московской оперетты режиссёр Иосиф Туманов, исполнитель партии Миколы Николай Рубан, исполнительница партии Василины Евдокия Лебедева, исполнитель партии Богдана Сусика Серафим Аникеев и исполнитель партии Атанаса Геннадий Заичкин были награждены Сталинской премией.
В 1968 году по сценарию одного из авторов либретто оперетты Владимира Масса режиссёром Олегом Николаевским на Свердловской киностудии была создана одноимённая музыкальная кинокомедия, среди исполнителей ролей в которой были такие известные советские актёры, как Ольга Аросева, Евгений Весник, Савелий Крамаров, Иван Переверзев и Николай Трофимов.

## Действующие лица
- Василина Кошу́б — передовая девушка, сирота
- Атанас — её дед, бывший садовник графского замка
- Алексей Сомов — демобилизованный солдат
- Прокоп — председатель
- Микола — его сын, друг детства Василины
- Олеся — его возлюбленная
- Парася Никаноровна — её мать
- Богдан Сусик — её бывший ухажёр и мажордом графского замка
- Филимон Шик — местный кулак
- Петро, Маринка, Анка — сельская молодёжь
- Мать Маринки, Мать Анки и др.

## Сюжет
1945 год. Новая жизнь начинается для маленького гуцульского села с приходом советской власти. По-разному воспринимают перемены местные жители.
Вот высоко в горах у полуразвалившейся хаты бывшего графского садовника Атанаса замечталась молодая влюблённая парочка — Микола и Олеся. Говорят они о новой жизни, о планах устроить общественный плодовый сад и виноградники на Девичьей пустоши у развалин старинного замка, но постепенно разговор переходит на другую тему. Ревнивую Олесю беспокоит, что Микола с детства засватан за другую девушку, Василину. Однако юноша уверяет возлюбленную в своих чувствах и обещает не жениться на другой.
Не спится и старому Атанасу. Его внучка Василина вечером увидела вдали блуждающий огонёк и, взяв ружьё, ушла в горы. Старик выходит из хаты на поиски внучки и вдруг видит человека, крадущегося к его колодцу. Атанас узнаёт в нём давно уехавшего из этих мест графского мажордома Богдана Сусика. Тот поясняет, что тайно вернулся на поиски графских сокровищ и уговаривает старика помочь ему, посулив половину богатств. Атанас, скрепя сердце, соглашается в надежде обеспечить благополучие внучки.
Поиски Василины увенчались успехом. В горах она встретила незнакомого человека. Через плечо у незнакомца висел фотоаппарат, а в руках он держал карту местности. Заставив чужака поднять руки, смелая девушка под дулом ружья к утру привела не перестававшего всю дорогу шутить незнакомца в село. Заперев шпиона в сарае, Василина выстрелом в воздух собрала вокруг себя всех жителей села.
Подоспевший председатель Прокоп узнаёт в пойманном человеке своего фронтового товарища Алексея Сомова, которого он же сам и пригласил в гости после войны. В один момент едва не превращается Василина из героини в объект насмешек сельчан, однако Алексей извиняется перед девушкой и тем самым сглаживает недоразумение.
Народ расходится, остаётся только мать Олеси, Парася Никаноровна и бывший кулак Филимон Шик. Давно Филимон пытается ухаживать за Парасей, но та не даёт ему ни единого шанса, вспоминая о своей давней зазнобе, пропавшем Богдане Сусике.
Отец Миколы решает заслать сватов к Василине, что сильно беспокоит юношу. Он решает объясниться с Василиной и, к своему счастью, выясняет, что та тоже не испытывает к нему никаких чувств, кроме сестринских. Микола уходит счастливым, Василина грустит и тоже мечтает о любви.
Вечером того же дня к дому Атанаса торжественно подходят сваты. Среди них и Алексей Сомов. Старый Атанас приветливо встречает гостей и приглашает в хату. Всё село наблюдает за этим событием. Растроганный старик хочет благословить внучку, но та огорчает его и советует сватам отправляться в другой дом. Услышав, в какой именно, Парася ни в какую не соглашается отдавать дочь за Миколу, считая его охотником за богатым приданым. Праздник превращается в горе. Особенно грустит Атанас, мечтавший выполнить волю погибшего на войне сына.
Все расходятся, остаётся только Алексей, которому понравилась и сама девушка, и её решительный поступок. Василина тоже рада пообщаться с ним.
Вскоре новой жизнью заживает село. Под руководством Василины и Алексея разворачивается работа по закладке на Девичьей пустоши общественного плодового сада. Тем временем в предвкушении будущего богатства Сусик беспробудно пьёт и спаивает старого Атанаса. Упустив подходящий для изъятия сокровищ момент, теперь он вдруг узнаёт, что молодёжь собирается взорвать развалины графского замка. Это не входит в планы Сусика, и он задумывается, как ему быть. Неожиданно в хату Атанаса приходит Парася Никаноровна и застаёт там свою потерянную любовь. Сусик же делает вид, что не узнаёт её и выдаёт себя за своего несуществующего брата-близнеца Василия.
Молодёжь собралась, чтобы отправиться на пустошь. Богдан Сусик присоединяется к ним. Чтобы не допустить их к развалинам замка, он придумывает ужасную легенду о графской дочери Марьорите и красавце-плотогоне Пенчо, погибших от несчастной любви. По словам Сусика, каждую ночь зарытый графскими гайдуками Пенчо выходит из могилы, ищет влюблённых и высасывает у них кровь. Зная, что среди молодых сельчан едва ли найдётся тот или та, чьё сердце не подвержено любовным переживаниям, Сусик почти отговорил парней и девушек идти к развалинам, но появившийся Алексей в два счёта развеял их сомнения. Как только затевается, мол, хорошее, чистое дело, так тут и нечистый появляется. Все со смехом забывают о своих страхах.
Кипит работа. Василина показывает Алексею свои успехи в посадке виноградной лозы. Тут же происходит их взаимное объяснение в любви. Появляется Сусик, переодетый привидением, но никого уже не может напугать, скорее, пугается сам. А вскоре находится и огромный кованый сундук. Под крики Сусика «Моё, моё!» сундук вскрывают и видят там лишь горы акций имперских банков, купчих, векселей и закладных. Молодёжь тут же теряет интерес к находке. Разочарованный Сусик тоже уходит.
Старому Атанасу стыдно за поиски клада. Василина же уверяет его, что её богатство — земля под ногами, звёзды над головой и друзья вокруг неё.
Слышен звук трембиты. Это соседнее село подаёт сигнал об успешном окончании работ. Звучит финальная торжественная песня ликующих селян.

## Вокальные номера
- Скоро, скоро скроется тень… (Микола, Олеся)
- Не имей сто друзей, а имей сто рублей… (Сусик)
- Клятва (Чтоб у меня язык отсох…) (Сусик, Атанас)
- Ай, да наша Василина! (Хор)
- Вот так случай, ну, дела… (Хор)
- Я перед Вами виноват… (Алексей)
- Добрый гость к нам пришёл… (Хор)
- От дубка до дубка — синий, синий гай, гай… (Парася, Филимон)
- Чинди-ринди-рица, берёзку ветер гнёт… (Микола, Василина)
- Разве нам не светит солнце из-за туч… (Василина)
- Ой, Микола, Микола… Ой, Олеся, Олеся… (Олеся, Микола)
- Могу я быть его сестрой… (Василина)
- Что такое, что такое… (Парася, хор)
- Как совместить, скажите сами… (Алексей, Василина)
- Разговор на эту тему портит нервную систему… (Парася, Сусик)
- Как бы было хорошо, хорошо-прекрасно… (Олеся, Микола)
- Почему-то так бывает… (Алексей, Василина)
- Цвети, наш край… (Хор)

## Крылатые фразы
- — Всё делай — дури, обманывай, хватай, воруй — только стань порядочным человеком! (Сусик)
- — И где ж она есть, эта Колумбия? — А напротив Парагвая! (Атанас, Сусик)
- — Не, это не я! Я его родной брат. Нас с детства только по бакенбардам и различали… (Сусик)
- — Я знаешь, что сделаю? Я наряжусь привидением. — Грех большой! — Деньги тоже немалые! (Сусик, Атанас)
- — Разговор на эту тему портит нервную систему, и поэтому не стоит огорчаться (Сусик)